# Semiónovka (Ust-Labinsk)
Semiónovka (en ruso: Семеновка) es un jútor del raión de Ust-Labinsk del krai de Krasnodar de Rusia. Está situado en la orilla izquierda del Kubán, 31 km al nordeste de Ust-Labinsk y 86 km al nordeste de Krasnodar, la capital del krai. Tenía 170 habitantes en 2010.
Pertenece al municipio Aleksándrovskoye.